# Boram

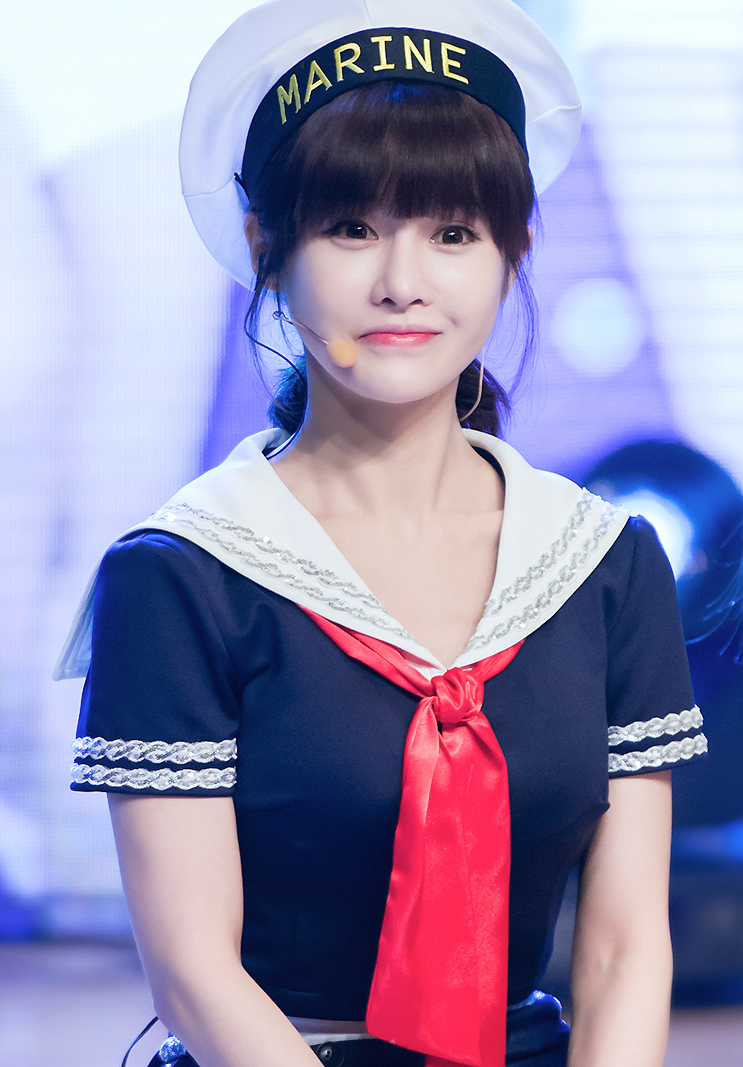
Boram (2015)

Jeon Bo-ram (koreanisch 전보람; * 22. März 1986 in Seoul), besser bekannt unter ihrem Künstlernamen Boram, ist eine südkoreanische Sängerin und Schauspielerin. Größere Bekanntheit erlangte sie als Mitglied der südkoreanischen Girlgroup T-ara.

## Werdegang

### Privates
Boram wurde in eine Künstlerfamilie geboren. Ihr Vater Jeon Young-rok war ein in den 1970er- und 1980er-Jahren in Südkorea beliebter Sänger, ihre Mutter Lee Mi-young Schauspielerin. Auch einer ihrer Großväter und eine ihrer Großmütter waren jeweils Sänger. Ihre jüngere Schwester Jeon Woo-ram ist Mitglied von D-Unit. Boram ist Inhaberin eines Bachelor-Abschlusses in Film- und Theaterschauspiel von der Myongji Universität.

### Anfänge als Solokünstlerin
2008 veröffentlichte Boram als Solokünstlerin die beiden Singles Is It Today und From Memory. Beide Titel erreichten Platzierungen in den südkoreanischen Top-100-Singlecharts. Bereits zuvor hatte sie Kurzauftritte in der Fernsehshow Star Golden Bell, in dem Kinofilm The Romantic President und einer TV-Werbung für die ie staatliche Agentur für Öffentlichkeitsarbeit sowie verschiedenen Musikvideos. Durch diese Auftritte wurde die Core Contents Media-Agentur auf sie aufmerksam und verpflichtete sie im Juni 2009 für die in Gründung befindliche Girlgroup T-ara.

### T-ara

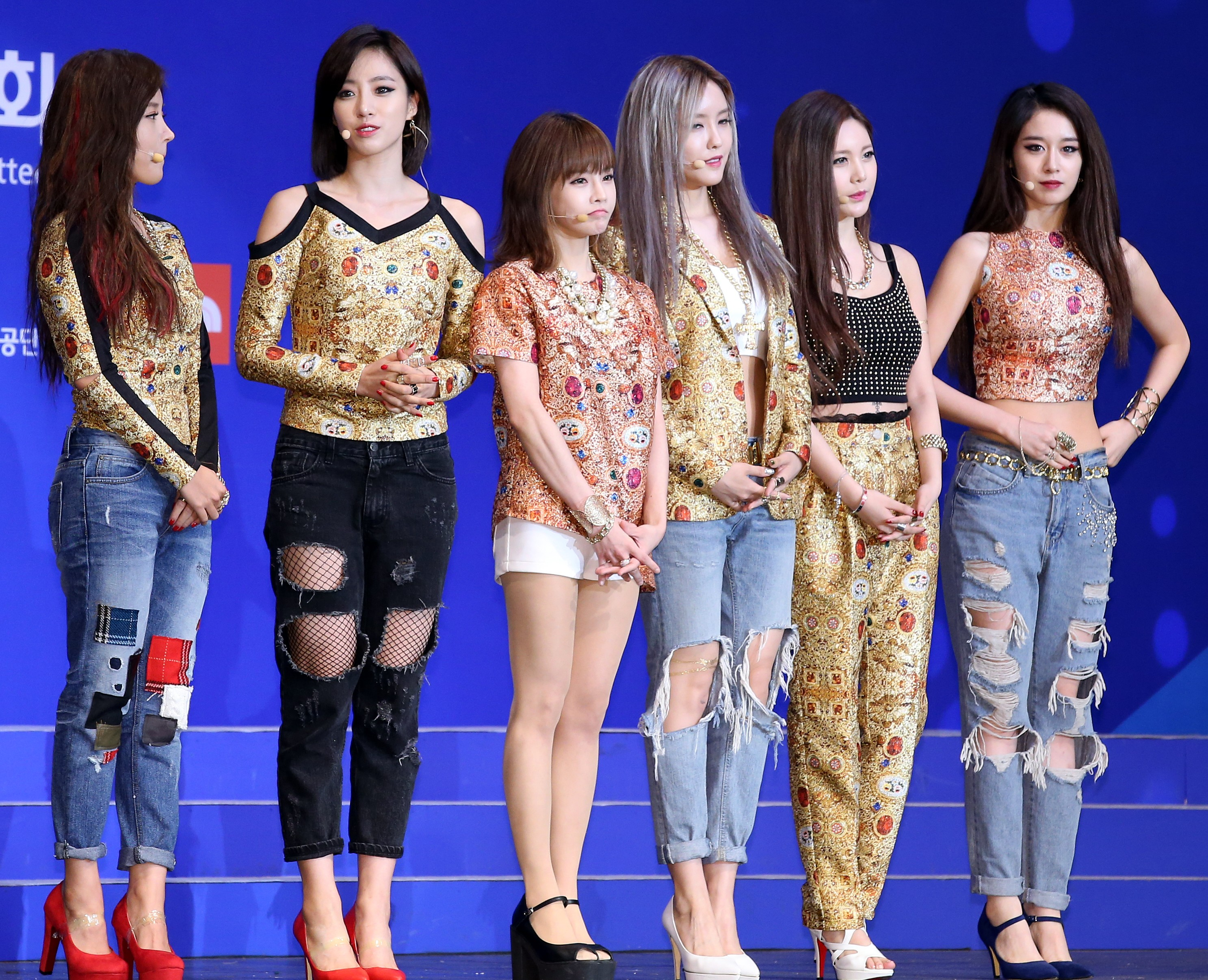
T-ara (mit Boram als 3. v.l., 2014)

Mit T-ara veröffentlichte Boram nach diversen Einzelauftritten im November 2009 das erste Album Absolute First Album. Neben der Arbeit mit der Gruppierung fungierte Boram auch als Moderatorin von Unterhaltungsshows im südkoreanischen Fernsehen und trat 2009 und 2010 in der Horror-Serie Soul und einem Fernsehdrama des südkoreanischen öffentlich-rechtlichen Fernsehens auf. Daneben trat sie in Master of Study und dem Horrorfilm Death Bell 2: Bloody Camp auf. Ebenfalls 2010 hatte sie eine Rolle im Musical Jinjja Jinjja Joahae. Im Juli 2010 übernahm sie die Rolle der stellvertretenden Gruppenführerin und war damit mit für die künstlerische Ausrichtung und den Stil der Gruppe verantwortlich. Diese Stellung gab sie im Juli 2011 an Hyomin ab, trat aber weiterhin mit der Gruppe auf und hatte auch weitere Rollen in TV-Serien.

### QBS
Im Mai 2013 gründete Boram zusammen mit Qri und Soyeon die Untergruppierung QBS, die vorrangig auf dem japanischen Markt präsent sein sollte. Die Debütsingle Kaze no Yō ni hatte ihr Release am 26. Juni 2013. Zur Vermarktung folgte eine Kurztour durch drei japanische Städte; der erste Live-Auftritt der Gruppe in Tokio wurde von mehr als 2.000 Fans besucht. Ab 2014 war Boram in der Rolle der Mercy Teil der Musical-Adaption von Oscar Wildes Der selbstsüchtige Riese, die in Yongin aufgeführt wurde. 2015 folgten Auftritte in dem Drama Dalkomhan yuhok (deutsch: Süße Versuchung), in dem alle T-Ara-Mitglieder auftraten, und einem Musikvideo.

### Nach dem Ausscheiden bei T-ara
Im März 2017 kündigte die Core Contents Media-Agentur an, dass Boram und Soyeon ihre zum Jahresende auslaufenden Verträge nicht verlängern würden. Zur Begründung für ihr Ausscheiden führte sie an, dass sie sich langsam zu alt für eine Girlgroup fühle. Das Ausscheiden von Boram und Soyeon bedeutete gleichzeitig das Ende von QBS. Den letzten Auftritt mit T-ara hatte Boram am 13. Mai 2017 in Taiwan. Von 2018 bis 2020 folgten Auftritte in Werbevideos und TV-Serien, wenngleich sie nicht voll ausgelastet war. 2021 bis 2023 zog sie sich komplett aus der Öffentlichkeit zurück. 2023 kündigte Boram an, dass sie künftig solo in Japan aktiv sein werde und eröffnete einen offiziellen Fanclub. Es folgten für diesen Fanclub diverse Fantreffen. Zudem unterhält sie eine eigene Radiosendung bei ShibuyaCross.FM.